# Phanerochaete jose-ferreirae
Phanerochaete jose-ferreirae är en svampart som först beskrevs av D.A. Reid, och fick sitt nu gällande namn av D.A. Reid 1975. Phanerochaete jose-ferreirae ingår i släktet Phanerochaete och familjen Phanerochaetaceae.  Arten är reproducerande i Sverige. Inga underarter finns listade i Catalogue of Life.